# 張珈衍
張珈衍（英語：Pierre Cheung，1974年10月1日—），外號法國佬，曾使用網名牛頭角大儒俠、牛頭角小儒俠。香港客貨車私人駕駛教練，人稱牛師傅，熱血公民前成員，熱血時報前節目主持，中國國民黨支持者。

## 事件
2014年11月19日雨傘革命期間，張珈衍被懷疑與四名示威者在無合理辯解下，損壞立法會綜合大樓的兩道玻璃門、數幅玻璃牆及一道門而被拘捕，後來獲准保釋外出。東區裁判法院於2015年5月11日因證據不足撤銷對張珈衍的指控。。

## 主持
MyRadio：本土最前線

## 外部連結
- 張珈衍個人Facebook （页面存档备份，存于）
- 張珈衍Facebook專頁「牛頭角大儒俠-牛師傅」